# Perkáta
Perkáta är en ort (större by) i provinsen Fejér i centrala Ungern. Orten har 3 882 invånare (2024), på en yta av 74,52 km². Den ligger cirka 14,5 kilometer nordväst om Dunaújváros.